# カヨ郡
カヨ郡（英語: Cayo District）は、ベリーズ西部に位置する郡。北から南まで時計回りにオレンジウォーク郡、ベリーズ郡、スタンクリーク郡、トレド郡と接し、西はグアテマラの国境となっている。郡都はサン・イグナシオ、最大の都市は同国首都のベルモパン。
面積は5,196km2で、国内では最も大きい。人口は7.5万人（2010年国勢調査）、9.9万人（2019年推計）で、ベリーズ郡に次いで多い。郡の大部分を未開発のジャングルや森林が占め、農業が主力である。またマヤ文明の遺跡が多くあり、エコツーリズムが盛んである。

## 主要都市
ベリーズ国内に市（City）は2つ、町（Town）は7つあるが、その内1市と2町がカヨ郡に所在している。
- ベルモパン（Belmopan）
- ベンケ・ビエホ・デル・カルメン（英語版）（Benque Viejo Del Carmen）
- カマロテ（英語版）（Camalote）
- サン・イグナシオ（英語版）（San Ignacio） - 双子都市のサンタ・エレナ（Santa Elena）と共に一つの町を形成
- スパニッシュ・ルックアウト（英語版）（Spanish Lookout）

## マヤ遺跡
- カル・ペチ（Cahal Pech）
- カラコル（Caracol）
- カー・クリーク（英語版）（Chaa Creek）
- シュナントゥニッチ（Xunantunich）